# 前吴乡
前吴乡，中国浙江省金华市浦江县下辖的一个乡。

## 行政区划
下辖以下地区：
上赵村、通济村、罗塘村、三桠村、塘岭金村、市目村、毛家村、袅溪村、寿溪村、马桥村、墩山村、前吴村、朱桥村、里黄村、章山村、独塘村、罗源村和民生村。